# Samba (szoftver)
A Samba a Windows „Fájl és nyomtatómegosztás”, illetve a „Microsoft Networks Kliens” szolgáltatásokat, valamint sok hasznos segédprogramot tartalmazó programcsomag. A szoftvercsomag hozzáférhető forráskódként, illetve a fontosabb Unix/Linux verziókhoz hozzáférhető lefordított (bináris) állományként.
A Samba egy programgyűjtemény, mely megvalósítja a Server Message Block (röviden: SMB) protokollt UNIX rendszereken. Erre a protokollra hivatkoznak néha Common Internet File System (CIFS) néven is. Bővebben a  www.ubiqx.org/cifs címen. A Samba az nmbd részében a NetBIOS protokollt is kezeli.
A Samba a UNIX gépeken levő fájl- és nyomtató erőforrásokat tesz elérhetővé Windows operációs rendszert használó számítógépek részére. Lehetőséget teremt a fordított elérésre is: Windows megosztásokat használhatunk általa UNIX rendszerekből.
Két fő részből (smbd és nmbd), valamint sok kisebb segédprogramból áll, melyek a következő fő feladatok megvalósítására szolgálnak:
- Fájl- és nyomtatási szolgáltatások
- Hitelesítések és engedélyek kezelése
- Névfeloldás
- Tallózás

Szerverként működhet mint:
- - Önálló szerver (Role Standalone): ebben az esetben a jogosultságokat is a szerver kezeli
  - Domain member server: ebben az esetben a jogosultságokat a tartomány vezérlő kezeli
  - Primary Domain controller (PDC): Elsődleges tartományvezérlő, ekkor a tartomány teljes körű kiszolgálója (azonosítás, profilok, névszolgáltatás)
  - Backup Domain controller (BDC): Csak Samba-s PDC mellett

A Samba 3.2 kiadással bevezették a klaszterezési lehetőséget.
A windowsos szerverekhez képest (azonos hardveren) teljesítménye általában kisebb, azonban a terhelés növekedésével a különbség csökken. Sok kis fájl olvasása esetén a teljesítménykülönbség "fájdalmas" lehet. 
Sok esetben jelenthet frappáns megoldást különböző méretű cégeknek.

## Verziótörténet
| Dátum       | Verzió | Leírás |
| ----------- | ------ | --- |
| 2003.09.23. | 3.0.0  | Fő frissítés |
| 2008.01.07  | 3.2.0  | Szükség esetén frissítve lesz, de csak biztonsági javításokkal. |
| 2009.01.27. | 3.3    | |
| 2009.07.03. | 3.4    | Ez volt az első kiadás, amely tartalmazta mind a Samba 3 és Samba 4 forráskódját. |
| 2012.04.30. | 3.4.17 | Ez a legutolsó stabil kiadás a Samba 3.4 sorozatnak. |
| 2010.03.01. | 3.5    | Ez volt az első kiadás, amely tartalmazta kísérleti módon a támogatást a SMB2-höz. |
| 2011.09.08. | 3.6    | Ez volt az első leágazás, amely teljes támogatást nyújtott a SMB2-nek. |
| 2012.11.12. | 4      | Egy fő újraírás, amely lehetővé teszi a Samba-nak, hogy Active Directory domain controller lehessen, és teljes egészében részt vehessen a Windows Active Directory Domain-ben. Az első technikai előzetes (4.0.0TP1) 2006 januárjában adták ki három év fejlesztés után. |
| 2013.10.10. | 4.1    | Támogatás SMB3-hoz |
| 2015.04.03. | 4.2    | Btrfs alapú fájl tömörítés, snapshot- és winbind integráció |
| 2015.09.08. | 4.3    | Új naplózási lehetőségek, SMB 3.1.1 támogatás |
| 2016.03.22. | 4.4    | Asynchronous flush requests |
| 2016.09.07. | 4.5    | NTLM v1 alapértelmezés szerint letiltva, Virtual List View, Különböző teljesítménnyel kapcsolatos fejlesztések |
| 2017.03.07. | 4.6    | Multi-process Netlogon support |